# Kalyra karka
Kalyra karka är en insektsart som beskrevs av Otte, D. och R.D. Alexander 1983. Kalyra karka ingår i släktet Kalyra och familjen Mogoplistidae. Inga underarter finns listade i Catalogue of Life.